# Assafarge e Antanhol
Assafarge e Antanhol est une paroisse civile portugaise (en portugais : freguesia) de la municipalité de Coimbra dans le district du même nom. Elle est créée en 2013, par fusion des paroisses d'Assafarge et Antanhol.

## Géographie
Assafarge e Antanhol est située au sud-ouest du centre de Coimbra.

## Histoire
La paroisse est créée par la loi no 11-A/2013 du 28 janvier 2013 portant réorganisation administrative du territoire des freguesias, en fusionnant les paroisses d'Assafarge et Antanhol. Son nom officiel est União das Freguesias de Assafarge e Antanhol et son siège est fixé à Assafarge.

## Démographie
Lors du recensement de 2021, Assafarge e Antanhol compte 4 993 habitants.